# Kamienna Góra (gmina wiejska)
Kamienna Góra – gmina wiejska w województwie dolnośląskim, w powiecie kamiennogórskim. W latach 1975–1998 gmina położona była w województwie jeleniogórskim.
Siedziba władz gminy to miasto Kamienna Góra.
Według danych z 30 czerwca 2004 gminę zamieszkiwały 8663 osoby. Natomiast według danych z 30 czerwca 2020 roku gminę zamieszkiwało 9018 osób.

## Struktura powierzchni
Według danych z roku 2002 gmina Kamienna Góra ma obszar 158,1 km², w tym:
- użytki rolne: 60%
- użytki leśne: 32%

Gmina stanowi 39,91% powierzchni powiatu.

## Demografia

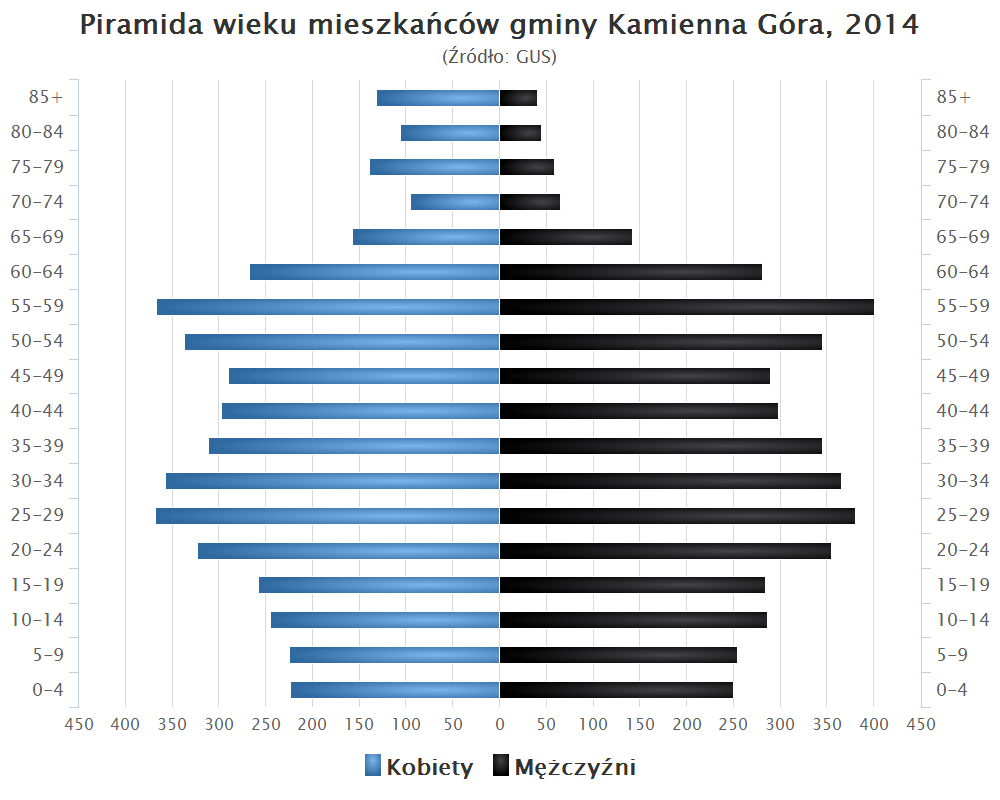
Piramida wieku mieszkańców gminy Kamienna Góra w 2014 roku

Dane z 30 czerwca 2004:
| Opis                              | Ogółem | Ogółem | Kobiety | Kobiety | Mężczyźni | Mężczyźni |
| --------------------------------- | ------ | ------ | ------- | ------- | --------- | --------- |
| jednostka                         | osób   | %      | osób    | %       | osób      | %         |
| populacja                         | 8663   | 100    | 4328    | 50      | 4335      | 50        |
| gęstość zaludnienia (mieszk./km²) | 54,8   | 54,8   | 27,4    | 27,4    | 27,4      | 27,4      |

## Ochrona przyrody
Na obszarze gminy znajduje się rezerwat przyrody Głazy Krasnoludków chroniący cenne formy wietrzenia piaskowca ciosowego.

## Miejscowości w gminie
Na terenie gminy leżą wsie:
Czadrów, Czarnów, Dębrznik, Dobromyśl, Gorzeszów, Janiszów, Jawiszów, Kochanów, Krzeszów, Krzeszówek, Leszczyniec, Lipienica, Nowa Białka, Ogorzelec, Olszyny, Pisarzowice, Przedwojów, Ptaszków, Raszów, Rędziny, Szarocin.

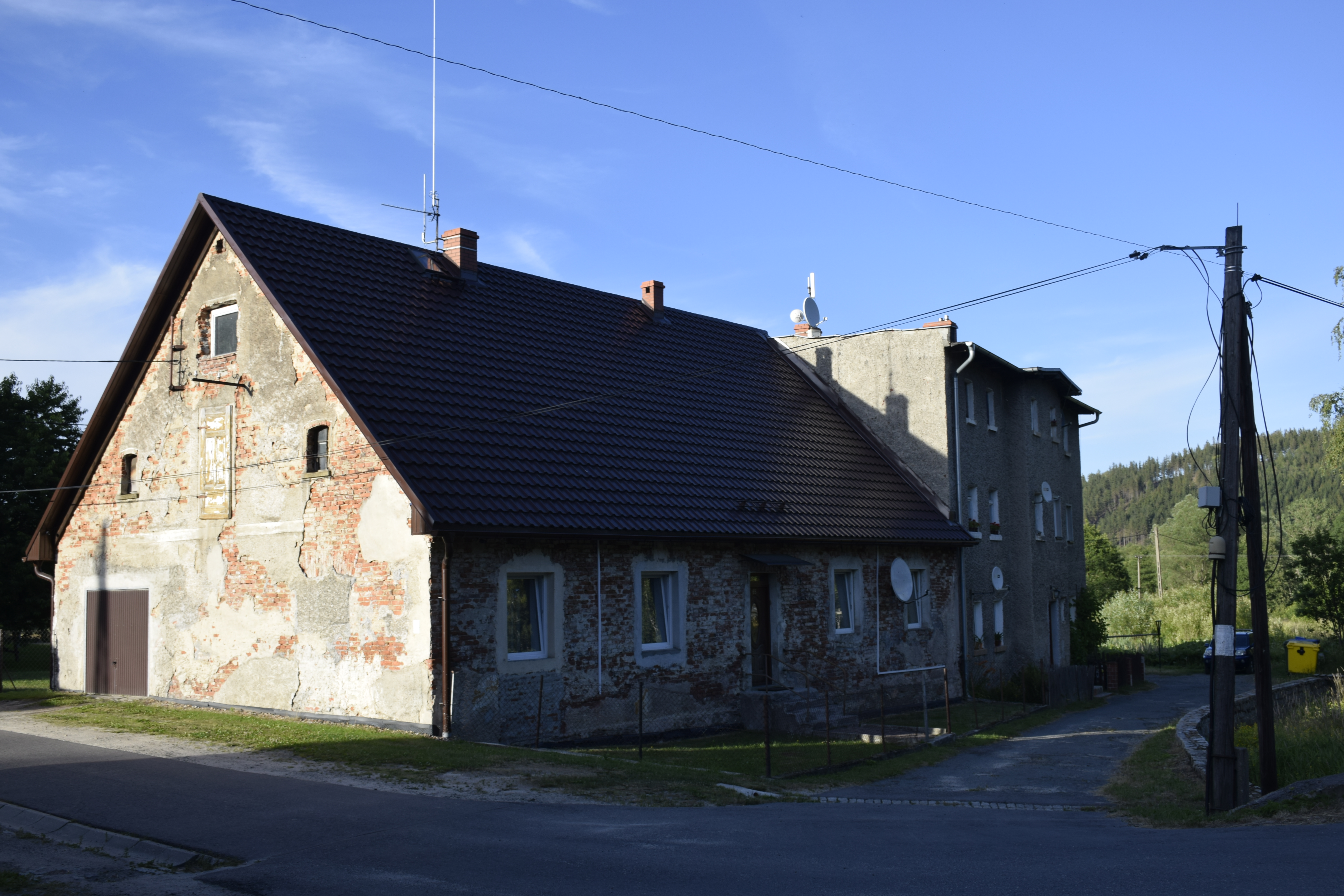
Ogorzelec
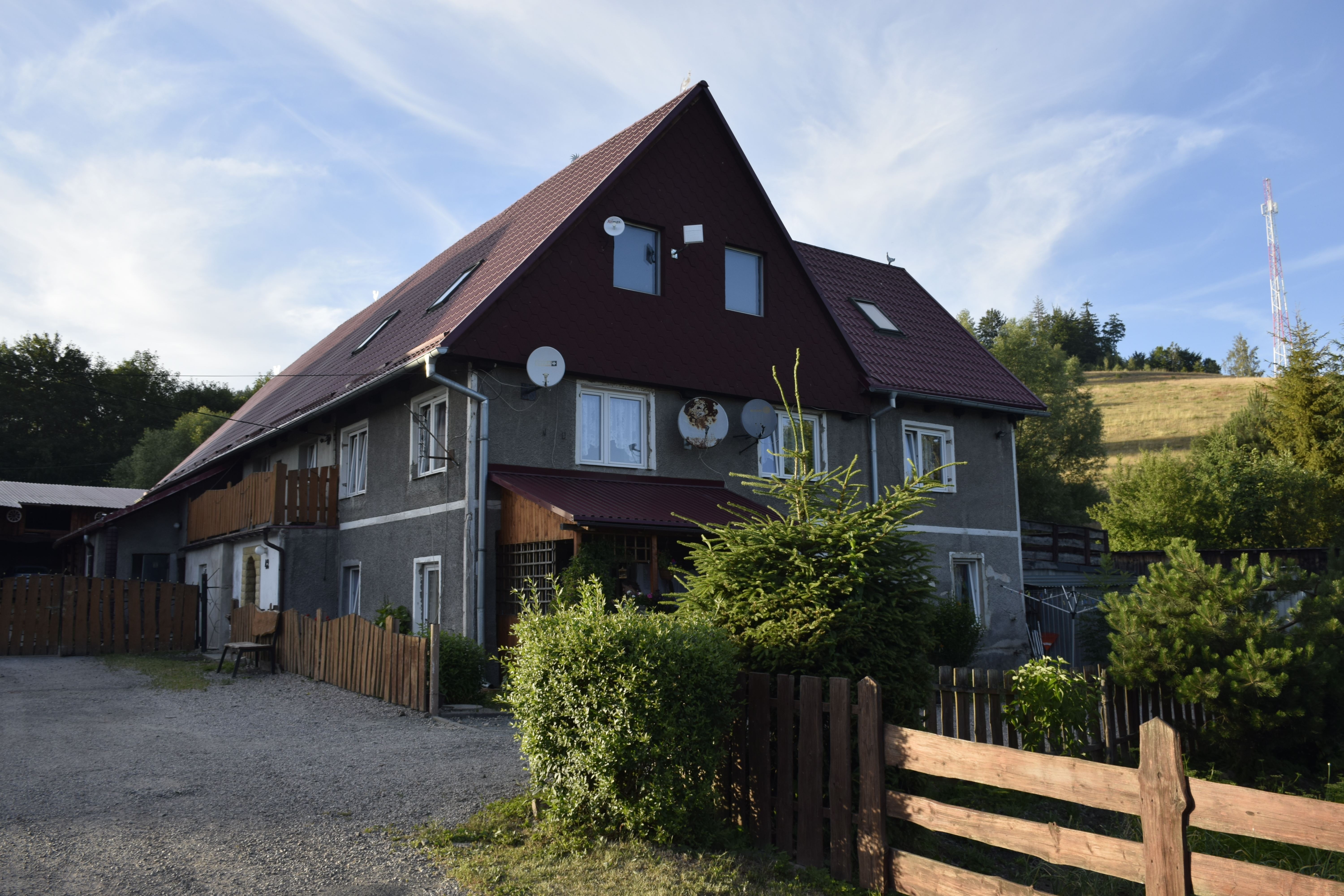
Leszczyniec
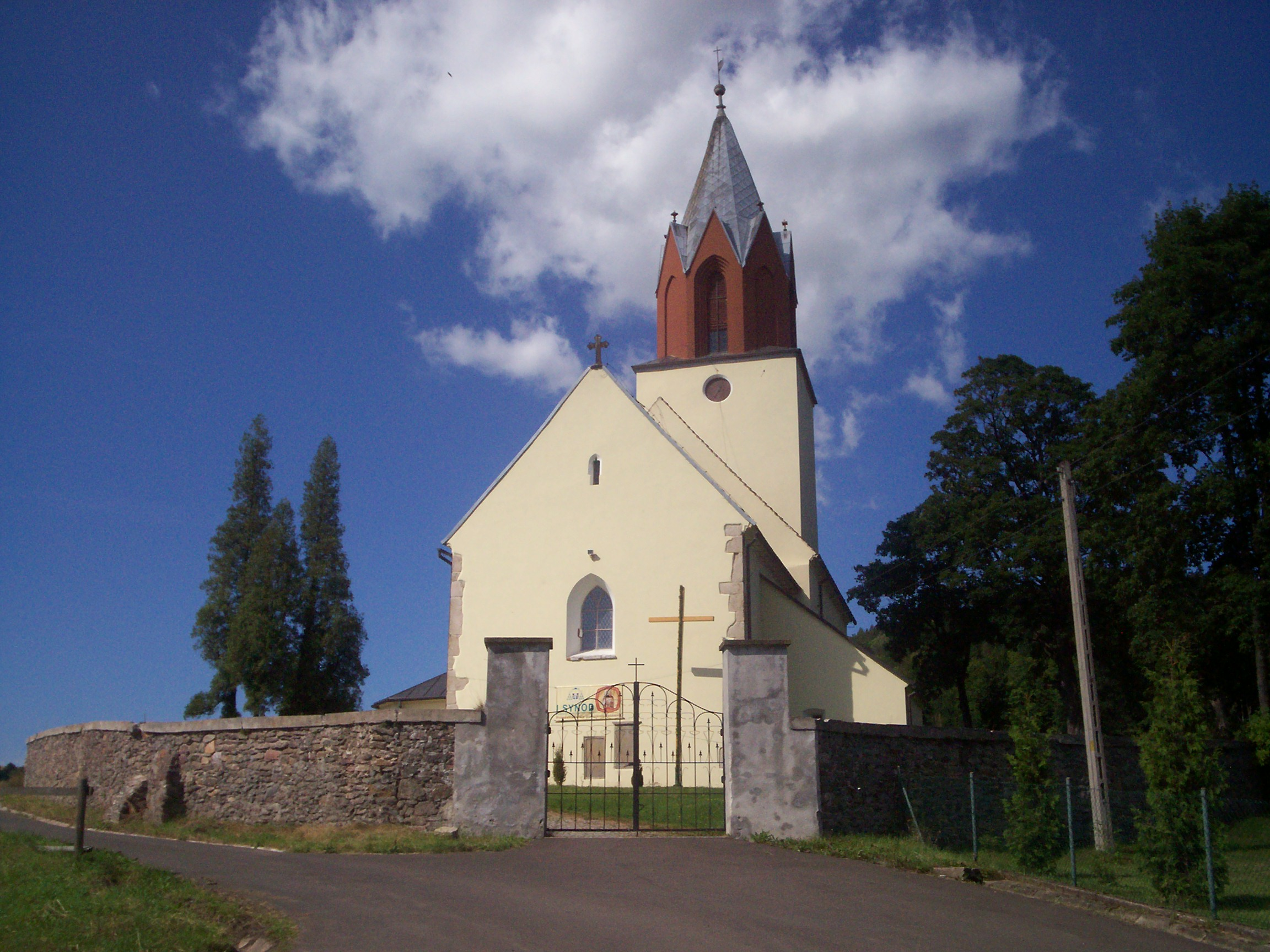
Pisarzowice
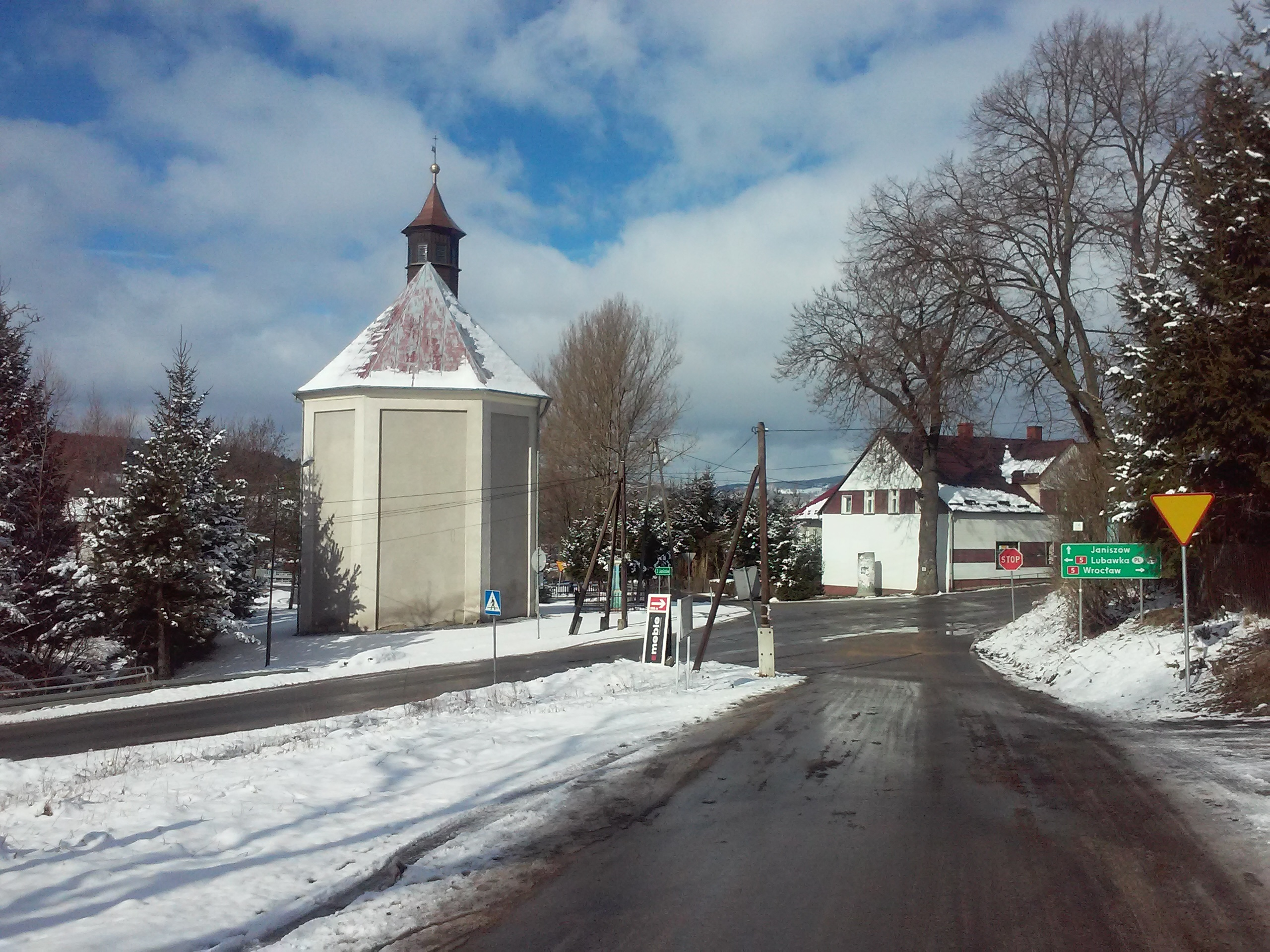
Przedwojów
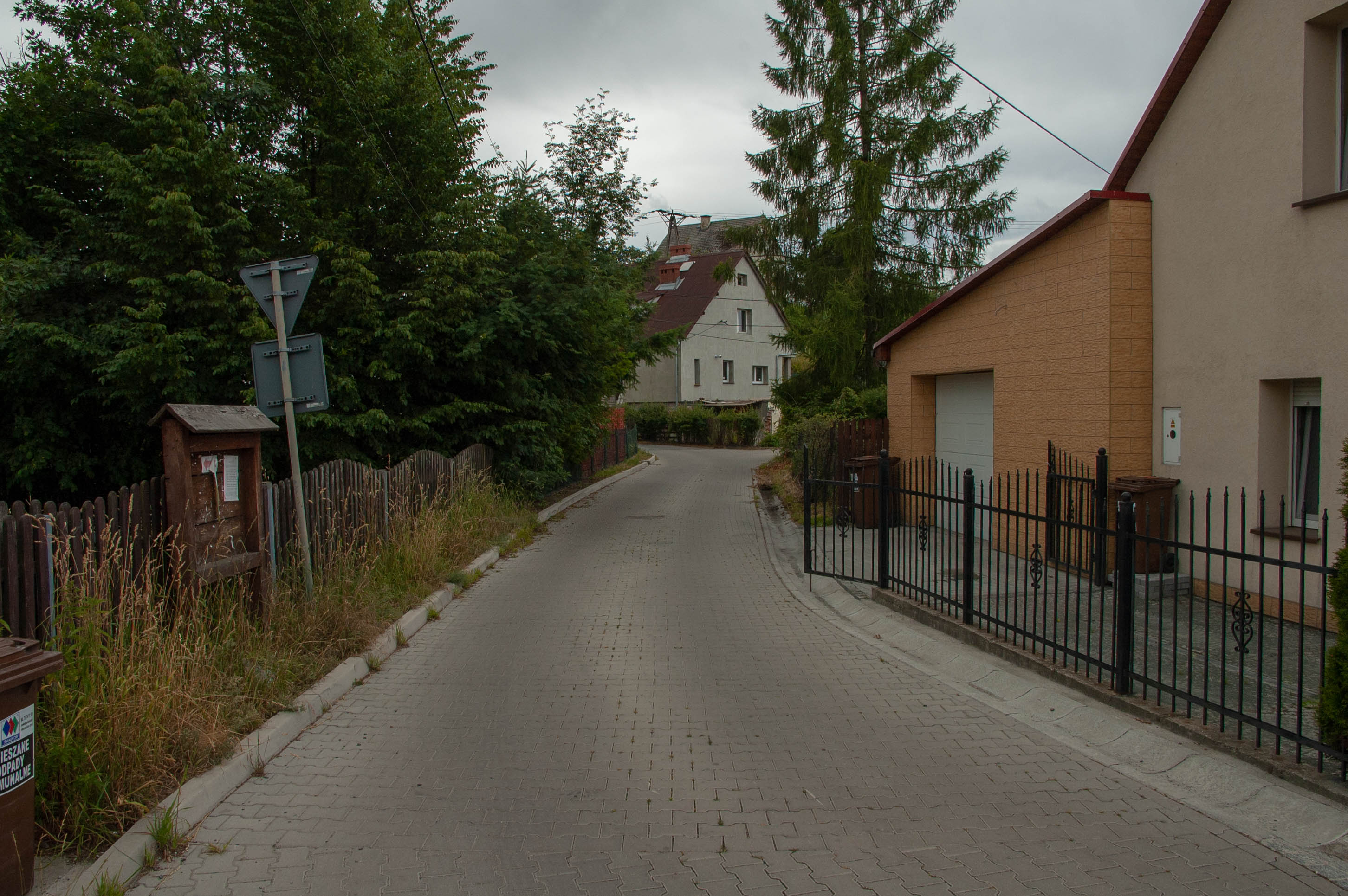
Ptaszków
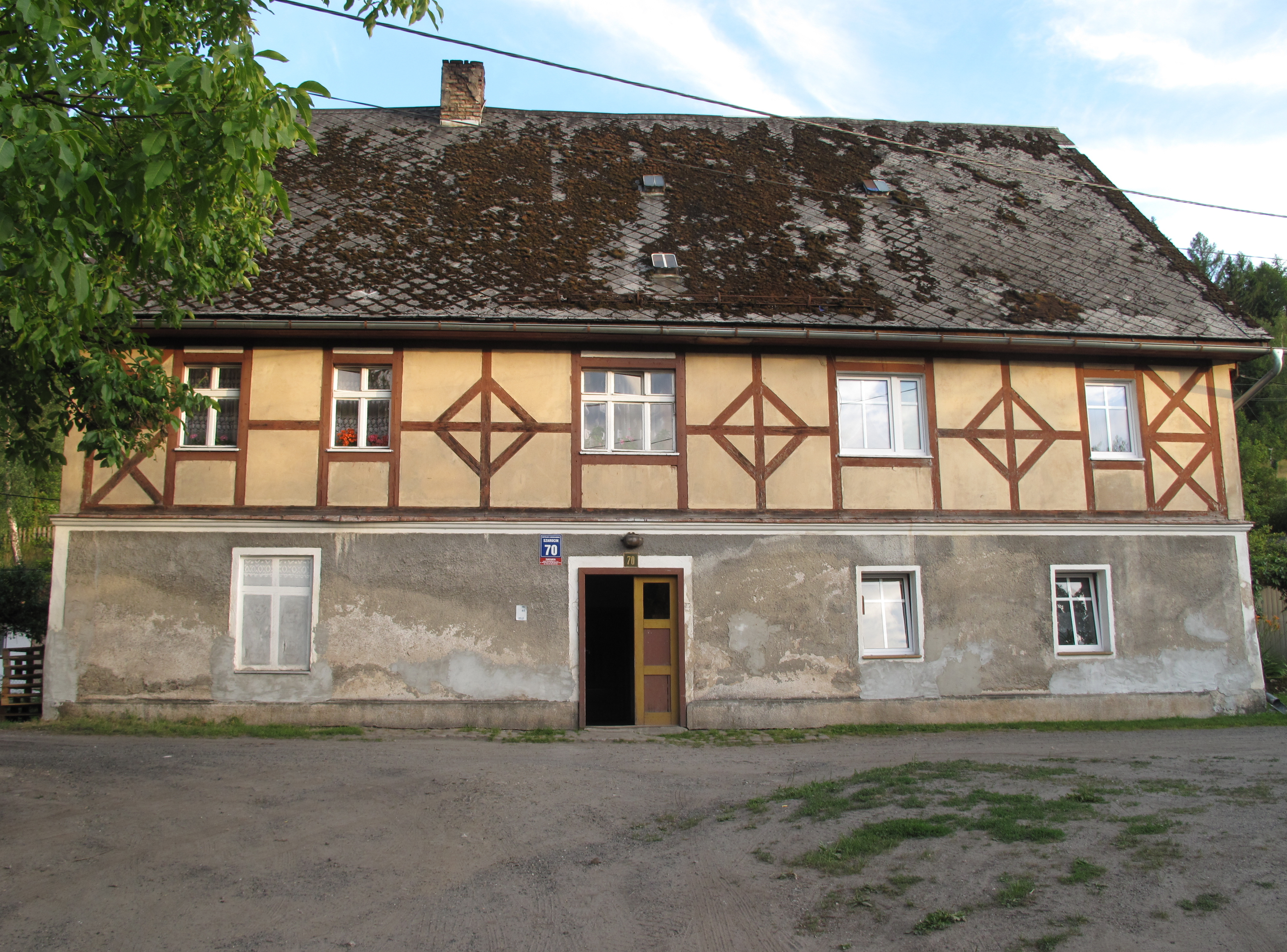
Szarocin

## Sąsiednie gminy
Czarny Bór, Janowice Wielkie, Kamienna Góra, Kowary, Lubawka, Marciszów, Mieroszów, Mysłakowice